# 蠣崎蔵人の乱
蠣崎蔵人の乱（かきざきくろうどのらん）とは、室町時代、宇曽利郷田名部の蠣崎城主蠣崎蔵人信純による南部氏に対する反乱。別称 田名部乱。
安東政季、蠣崎蔵人については、諸書に記載されることがまちまちであるが、しかし、八戸と三戸南部氏の連合軍による反撃により形勢が不利となり、首謀者である蠣崎蔵人も蝦夷地（北海道）に逃れることになる。

## 概要

### 八戸家伝記
康正3年 （1457年）春、陸奥国北郡田名部の領主蠣崎蔵人がその居城（蠣崎城）によって乱をおこし、八戸南部家では、勅命を奉じて、2月25日八戸湊を出帆して田名部湊に船を着け、蠣崎城を攻撃しこれを攻略したという。追討後に一族新田盛政を城代として留守せしめ、これによって田名部3,000石は八戸家の所管になった。
その戦功を賞した際の奥州深題大崎氏の一族である山科教兼の任官推挙状である康正3年卯月21日付左衛門佐花押状20通は、八戸家・新田家・中館家に所蔵されている。

### 公国史
『青森県史』が引用する『公国史』においては、境界を越えた獲物の取り合いに端を発し、地域の境界紛争に発展したものとされている。

### 東北太平記
田名部乱の由来結果を記述したもので、『田名部御陣日記』がある。
護良親王の王子良伊王は、正平3年（1348年）、蝦夷地を管する北地王に任ぜられ北部王家といわれ、南北合一後も足利氏に下らず南朝恢復を志したが、5代目義純に至り上洛して将軍足利義量に謁し従五位上民部大輔に任官した。北奥の占有に野心を抱いていた重臣蠣崎蔵人信純の陰謀にかかり、王族一統が害された。擾乱を中央の許しを得て南部（八戸）政経が平定した。として、その資料と史実の真偽は明瞭にし難い。

## 沿革
- 1432年（永享 4年）
  - 　南部義政、藤崎城を攻める。敗れた安藤盛季・康季、蝦夷地に敗走、幕府が調停する。
- 1441年（嘉吉元年）6月 嘉吉の乱。
- 1442年 （嘉吉2年）
  - 　安藤盛季・康季、南部義政のため十三湊を追われる。翌年12月、小泊から蝦夷地松前に逃れる。
- 1448年（文安5年）
  - 5月25日　護良親王の裔田名部の北部王家義純、義元、次郎丸など、蠣崎信純に謀られて溺死、北部王家断絶する[3]。
- 1452年（享徳元年）
  - 武田信広、田名部・蠣崎の知行を許され、蠣崎氏と名乗る。
- 1454年（享徳 3年）
  - 4月　糠部南部義政秋田に出陣、湊安東氏と交戦、南部方敗退
- 1457年（康正 3年）
  - 2月　陸奧の田名部において蠣崎蔵人の兵乱起る[3]。
- 1457年（長禄元年）
  - 2月　八戸の南部河内守政経、兵船をもって田名部に進攻[3]。
  - 4月　田名部一帯が根城南部政経により制圧され、蠣崎蔵人、蝦夷地に逃れる[3]。
  - 4月　南部政経、軍功により田名部全土を所領に加えられる[3]。
- 1467年（応仁元年）1月　京都に攪乱起る。（応仁の乱）